# Horacio Sáenz Guerrero
Horacio Sáenz Guerrero (Logroño, La Rioja, España, 21 de noviembre de 1921 - Denia, Alicante, 30 de agosto de 1999) fue un periodista español.

## Biografía
Nacido el 21 de noviembre de 1921 en la ciudad de Logroño. Estudió periodismo en la Escuela de Periodismo de Madrid, entrando a trabajar el 16 de octubre de 1942 al diario "La Vanguardia Española", nombre con el cual era conocido el diario barcelonés La Vanguardia.
Dentro de este diario desenvuelve su carrera periodística realizando tareas de crítico literario, teatral, cinematográfico y taurino; encargado de paginación; redactor jefe de notícias nacionales para llegar, posteriormente, a ser subdirector en 1961. Asimismo, también fue corresponsal de "Time Life" y "The New York Times", así como colaborador de la revista "Destino" y de Radio Nacional de España. En 1969 fue nombrado director después de realizar trabajos de enviado especial a diversos países por todo el mundo.
Su actitud durante la transición, modelo de objetividad periodística, fue recompensada con el premio concedido el año 1981 por la Agencia EFE a la mejor labor informativa del año anterior. Aquel mismo año, con motivo del centenario del diario, Sáenz Guerrero retira el adjectivo "española" impuesto en 1939 para poder continuar publicándose. En 1983 abandonó la dirección del diario, continuando su colaboración con la columna semanal.
En diciembre de 1987 le fue concedida la Creu de Sant Jordi por la Generalidad de Cataluña en reconocimiento a su labor democrática y en defensa de los valores de Cataluña. En 1988 fue galardonado con el Premio Príncipe de Asturias de Comunicación y Humanidades por "su larga y fecunda labor como director de La Vanguardia, donde propició, con espíritu democrático y tolerante, un pluralismo integrador y, también, por el ejercicio, hasta hoy, de un periodismo de gran calidad literaria".
Falleció el 30 de agosto de 1999 mientras disfrutaba de unos días de vacaciones con su familia en la localidad alicantina de Denia.
| Predecesores: Diario "El Tiempo" Diario "El Espectador" | 8º Premio Príncipe de Asturias de Comunicación y Humanidades 1988 | Sucesores: Pedro Laín Entralgo Fondo de Cultura Económica |